# Louis Antoine Fauvelet de Bourrienne
Louis Antoine Fauvelet de Bourrienne (Sens, 19 luglio 1769 – Caen, 7 febbraio 1834) è stato un diplomatico e politico francese.
La famiglia di provenienza apparteneva al patriziato della città di Sens (Yonne) dal XV secolo.  Essa entrò in possesso del piccolo feudo di Bourienne, sito a Marsangy, villaggio a nord di Sens.

## Biografia
Fu ammesso alla Scuola militare di Brienne nella Champagne insieme a Napoleone Bonaparte, con il quale divenne legato da profonda amicizia  (1785). Quando il Bonaparte fu nominato generale comandante l'Armata d'Italia, chiamò Bourrienne al suo fianco e lo fece segretario particolare e consigliere di Stato (1801). Perdette tuttavia molto presto la sua posizione, essendo implicato in un'attività commerciale fraudolenta. Tuttavia, nel 1802, Napoleone lo inviò come incaricato d'affari ad Amburgo. Fu richiamato a Parigi nel 1813 a seguito di un affare speculativo molto redditizio consistente nell'importazione clandestina di merci inglesi, al tempo vietata dal Blocco continentale.
Nel 1814 egli si allineò al regime dei Borboni, divenne direttore delle poste francesi e il 12 marzo 1815 fu nominato prefetto di polizia. Seguì poi Luigi XVIII a Gand, e, con la Seconda Restaurazione, divenne deputato del dipartimento della Yonne.
Gli avvenimenti della Rivoluzione di luglio del 1830 causarono la perdita delle sue fortune e Bourienne uscì di senno.

## Opere
Les Mémoires de Bourrienne (Mémoires de M. de Bourrienne sur Napoléon, le Directoire, le Consulat, l'Empire et la Restauration) (10 volumi in-8, 1829-1831) sono segnalate dal  Dizionario universale di storia e geografia di Bouillet et Chassang, ma non sono esenti, secondo gli autori, da parzialità. L'opera non è stata scritta da lui.
Nel 1830 venne pubblicata l'opera in due volumi (in-12) Bourrienne et ses erreurs volontaires ou involontaires di Antoine-Henri-Philippe-Léon d'Aure.

## Riconoscimenti
La città di Sens deve in gran parte a lui la restituzione di una scuola d'insegnamento secondario: il liceo di Sens. Esso succedette al collegio fondato all'inizio del XVI secolo. La gratitudine della cittadinanza si esprime con l'apposizione di una lapide commemorativa sulla casa di famiglia nel centro della città.